# Philippe Boucher (Skilangläufer)
Philippe Boucher (* 27. März 1997) ist ein ehemaliger kanadischer Skilangläufer.

## Werdegang
Boucher startete im Dezember 2014 in Rossland erstmals im Nor-Am-Cup und belegte dabei den 35. Platz über 10 km klassisch und den 28. Rang über 15 km klassisch. Seine besten Platzierungen bei den Junioren-Skiweltmeisterschaften 2015 in Almaty waren der 40. Platz über 10 km Freistil und der zehnte Rang mit der Staffel und bei den Junioren-Skiweltmeisterschaften 2016 in Râșnov der 39. Platz über 15 km Freistil und der 15. Rang mit der Staffel. Bei den Junioren-Skiweltmeisterschaften 2017 in Soldier Hollow lief er auf den 35. Platz über 10 km Freistil, auf den 26. Rang im Skiathlon und auf den zehnten Platz mit der Staffel und im folgenden Jahr bei den U23-Weltmeisterschaften in Goms auf den 45. Platz über 15 km klassisch. In der Saison 2018/19 erreichte er in Duntroon mit zwei dritten Plätzen und einem zweiten Platz die ersten Podestplatzierungen im Nor-Am-Cup. Im März 2019 lief er bei den kanadischen Meisterschaften in Gatineau in der Verfolgung die schnellste Zeit und gewann abschließend die Gesamtwertung des Nor-Am-Cups. Daraufhin startete er beim Weltcupfinale in Québec erstmals im Weltcup und belegte dabei den 57. Gesamtrang. Im folgenden Jahr kam er bei den U23-Weltmeisterschaften in Oberwiesenthal auf den 71. Platz im Sprint, auf den 52. Rang über 15 km klassisch und auf den 12. Platz im 30-km-Massenstartrennen. In der Saison 2020/21 holte er in Lahti mit dem neunten Platz mit der Staffel seine ersten Weltcuppunkte und belegte bei den nordischen Skiweltmeisterschaften 2021 in Oberstdorf den 51. Platz im Skiathlon und den 50. Rang über 15 km Freistil. Im März 2022 startete er in Falun letztmals im Weltcup und erreichte dort mit dem 29. Platz über 15 km Freistil seine beste Platzierung im Weltcupeinzel.

## Siege bei Continental-Cup-Rennen
| Nr. | Datum             | Ort      | Disziplin                      | Serie         |
| --- | ----------------- | -------- | ------------------------------ | ------------- |
| 1.  | 14. März 2019     | Gatineau | 15 km Freistil Verfolgung 1, 2 | Nor-Am-Cup    |
| 2.  | 10. Dezember 2021 | Hayward  | 15 km Freistil Massenstart     | US Super Tour |